# Giro dell'Emilia Internazionale Donne Elite 2024
Il Giro dell'Emilia Internazionale Donne Elite 2024, undicesima edizione della corsa e valevole come nona prova dell'UCI Women's ProSeries 2024 categoria 1.Pro, si svolse il 5 ottobre 2024 su un percorso di 113,8 km, con partenza da Vignola e arrivo a San Luca, in Italia. La vittoria fu appannaggio dell'italiana Elisa Longo Borghini, la quale completò il percorso in 2h53'20", alla media di 39,392 km/h, precedendo le francesi Évita Muzic e Juliette Labous.
Sul traguardo del San Luca 103 cicliste, delle 120 partite da Vignola, portarono a termine la competizione.

## Squadre e corridori partecipanti
| N.      | Cod. | Squadra                   |
| ------- | ---- | ------------------------- |
| 1-6     | FST  | FDJ-Suez                  |
| 11-14   | WNT  | Ceratizit-WNT Pro Cycling |
| 21-26   | FED  | Fenix-Deceuninck          |
| 31-36   | HPW  | Human Powered Health      |
| 41-46   | LTK  | Lidl-Trek                 |
| 51-56   | LAJ  | Liv AlUla Jayco           |
| 62-66   | MOV  | Movistar Team             |
| 71-76   | DFP  | Team DSM-Firmenich PostNL |
| 81-86   | UAD  | UAE Team ADQ              |
| 91-95   | UXT  | Uno-X Mobility            |
| 101-106 | WCC  | WCC Team                  |

| N.      | Cod. | Squadra                          |
| ------- | ---- | -------------------------------- |
| 111-116 | KWT  | A.S.D. K2 Women Team             |
| 121-126 | ARK  | Arkéa-B&B Hotels Women           |
| 131-136 | VAI  | Aromitalia 3T Vaiano             |
| 141-146 | BPK  | BePink-Bongioanni                |
| 151-156 | BZA  | BTC City Ljubljana Zhiraf Ambedo |
| 161-166 | COF  | Cofidis Women Team               |
| 171-176 | SBT  | Isolmant-Premac-Vittoria         |
| 181-186 | LKF  | Laboral Kutxa-Fundación Euskadi  |
| 191-196 | MDS  | Team Mendelspeck Ge-Man          |
| 201-206 | TOP  | Top Girls Fassa Bortolo          |

## Ordine d'arrivo (Top 10)
| Pos. | Corridora             | Squadra   | Tempo    |
| ---- | --------------------- | --------- | -------- |
| 1    | Elisa Longo Borghini  | Lidl      | 2h53'20" |
| 2    | Évita Muzic           | FDJ       | a 9"     |
| 3    | Juliette Labous       | DSM       | s.t.     |
| 4    | Urška Žigart          | Liv       | a 16"    |
| 5    | Mareille Meijering    | Movistar  | a 24"    |
| 6    | Nienke Vinke          | DSM       | a 36"    |
| 7    | Monica Trinca Colonel | BePink    | s.t.     |
| 8    | Katrine Aalerud       | Uno-X     | s.t.     |
| 9    | Maëva Squiban         | Arkéa     | a 41"    |
| 10   | Cédrine Kerbaol       | Ceratizit | s.t.     |